# Architetture idriche di Ostia antica
L'antica città romana di Ostia ha conservato numerosi edifici e strutture che utlizzano l'acqua, destinati alla cura del corpo, come anche alla decorazione dell'ambiente urbano.

## Impianti termali
La città è ricca di impianti termali, sia pubblici sia privati.

### Terme pubbliche

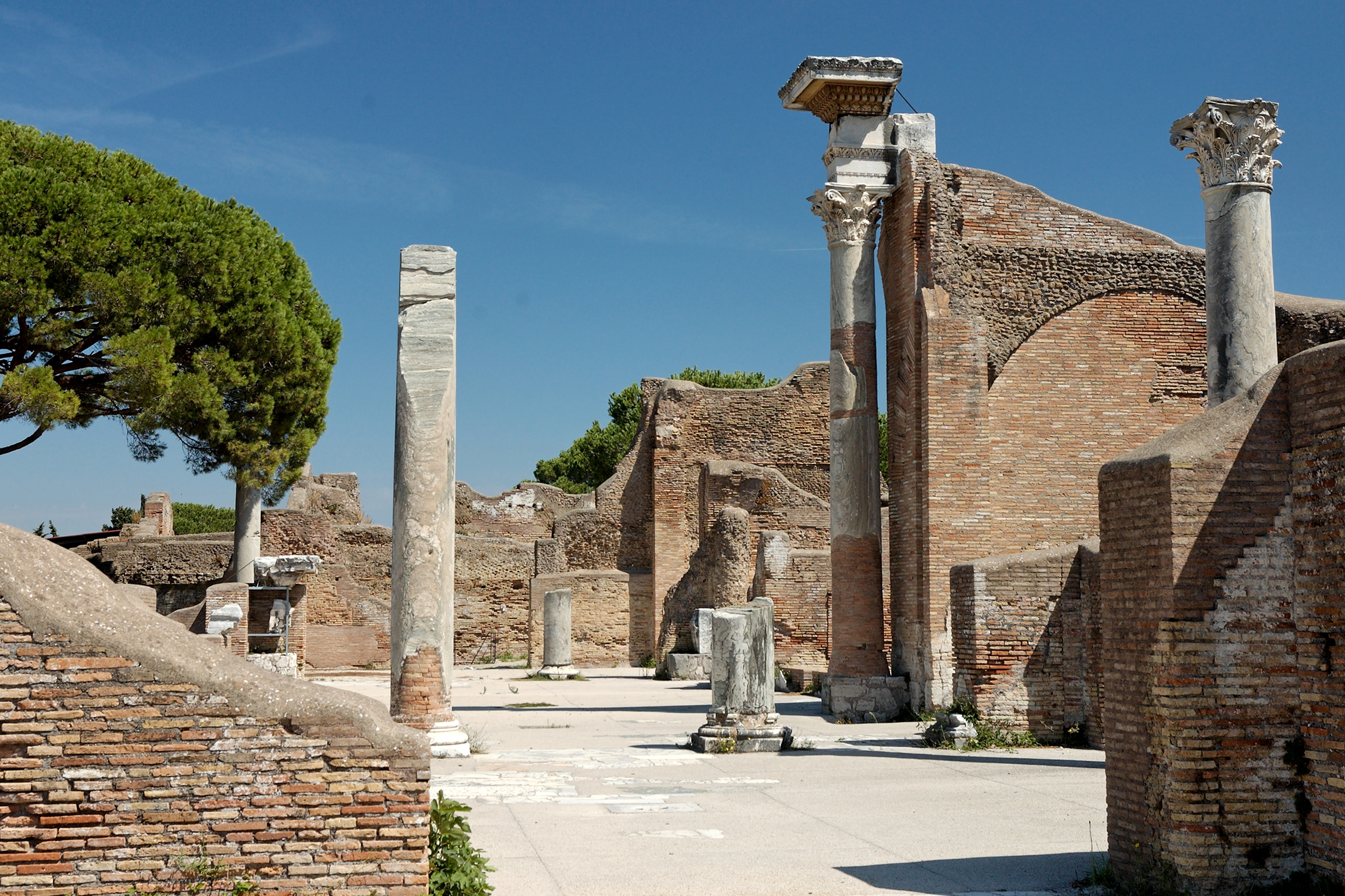
Frigidario delle Terme del Foro

- Terme adrianee sotto il Foro della statua eroica (I,XII,2)[1] con resti di una sala ottagonale nel caseggiato della Cisterna (I,XII,4)[2].
- Terme del Foro (I,XII,6)[3]: impianto termale pubblico, il più vasto di Ostia, dell'epoca di Antonino Pio, con restauri in età severiana e costantiniana e alla fine del IV secolo. Sono articolate in una parte rettangolare a nord, con stanze simmetriche ai lati dell'ampio frigidario centrale, e una serie di stanze riscaldate disposte a scalare ed con grandi finestre esposte a sud e a ovest.

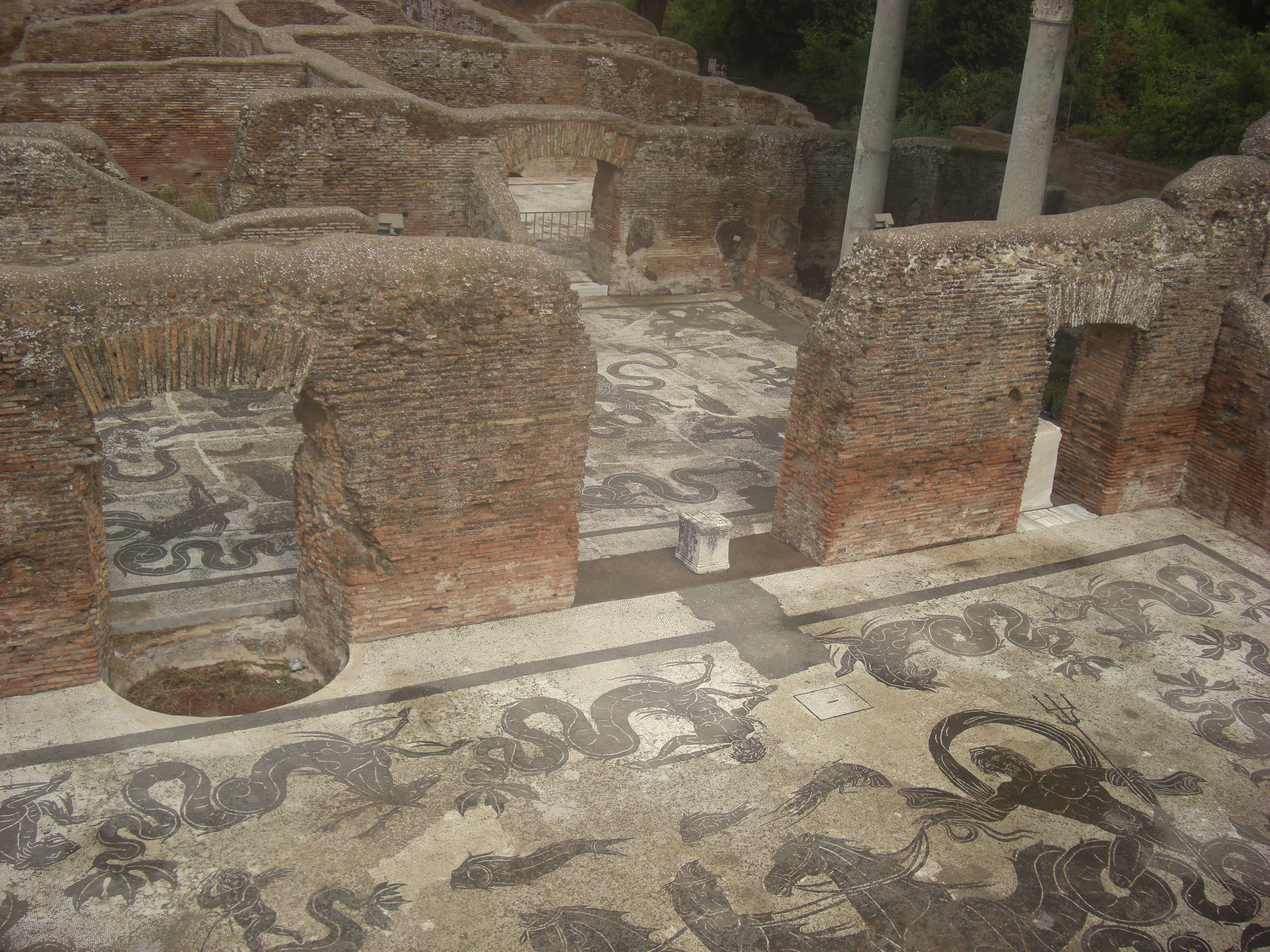
Terme di Nettuno

- Terme di NettunoTerme del Palazzo imperiale[4]: costruite sotto Antonino Pio, probabilmente da Matidia minore, moglie dell'imperatore Adriano. Presentano un'ampia palestra, con portici su tre lati. Ad ovest si trovano gli ambienti termali riscaldati, tra cui un calidario, con due vasche rettangolari, e a nord il frigidario, con un'ampia vasca con nicchie alle pareti; sul frigidario si aprono altri ambienti a lato di quello con la vasca e sul lato opposto, e ancora a nord un spogliatoio con banchi in muratura. Tra gli ambienti di servizio si trova una latrina. Gli ambienti erano pavimentati con mosaici raffinati e le pareti erano rivestite in marmo.
- Terme di Nettuno (II,IV,2)[5] complesso termale pubblico inaugurato nel 139, presenta mosaici figurati in bianco e nero di grande estensione e di ottima qualità. Comprende una grande palestra, circondata da un portico colonnato su tre lati, con ambienti sui lati sud ed ovest, sormontati da appartamenti in affitto, e una serie di stanze termali precedute da un disimpegno. Sorse sopra un precedente complesso termale di epoca domizianea, con piscina (natatio) in luogo del disimpegno, che a sua volta aveva rimpiazzato terme poco distanti dell'epoca di Claudio.

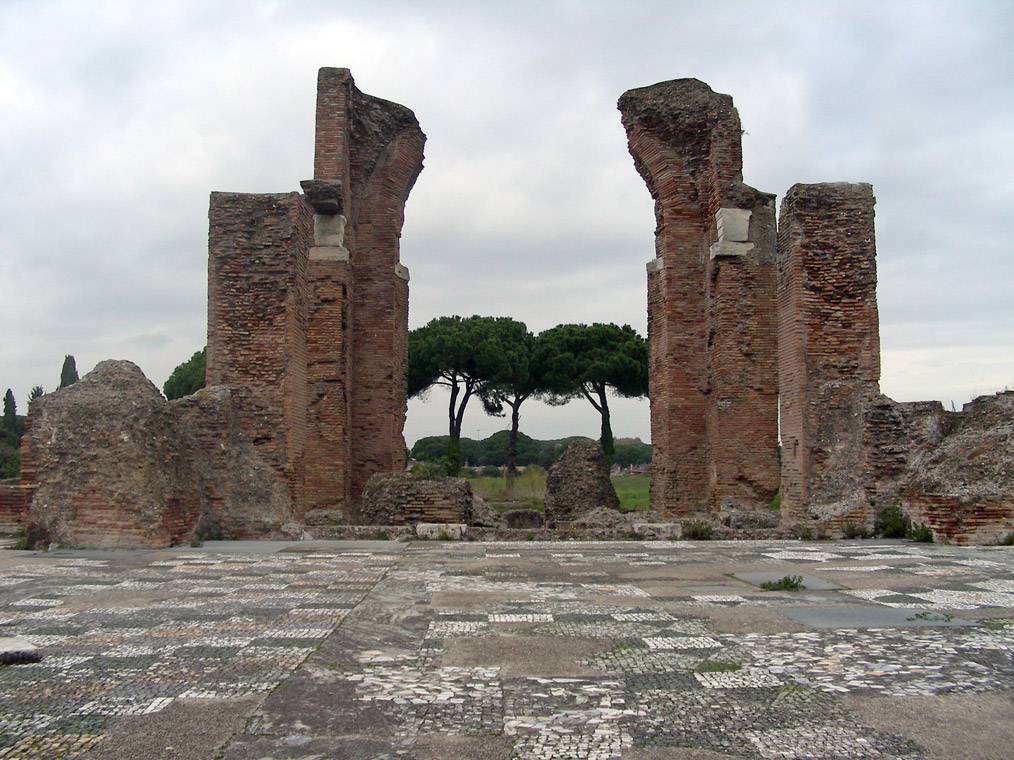
Terme di Porta Marina

- Terme di Porta MarinaTerme del Nuotatore (V,X,3), che prendono il nome da un mosaico con rappresentato un nuotatore, ritrovato in una stanza di passaggio tra l'atrio e il frigidarium[6].
- Terme di Porta Marina (IV,IX, 5),[7] costruite agli inizi del II secolo d.C., come anche si desume dal ritrato della sorella di Traiano, Ulpia Marciana; il vasto complesso termale fu oggetto di ristrutturazioni e manutenzioni fino a tutto il VI secolo d.C., ossia fino all’epoca di Teodorico.[8]
- Terme dei Sette Sapienti (III,X,2), si trovano nel settore più occidentale della città, comprese tra la Casa degli Aurighi (III,X,1) a nord, e la Casa di Serapide (III,X,3) a sud. Le terme devono il nome ai dipinti di una stanza stanza accessibile dal frigidarium, probabilmente uno spogliatoio, che raffigura i sette saggi greci, vissuti intorno al 600 a.C., ed identificati da scritte che riportano i loro nomi e le città di origine.[9]
- Terme del Sileno (IV,IX, 7),[7] scoperte nel 2011, devonod il nome ad un frammento di un fregio dionisiaco con maschere di Sileno e un Fauno. Le terme sono un grande complesso, datato al tardo periodo adrianeo che ha una serie di stanze su due assi principali.[10]

### Terme private aperte al pubblico

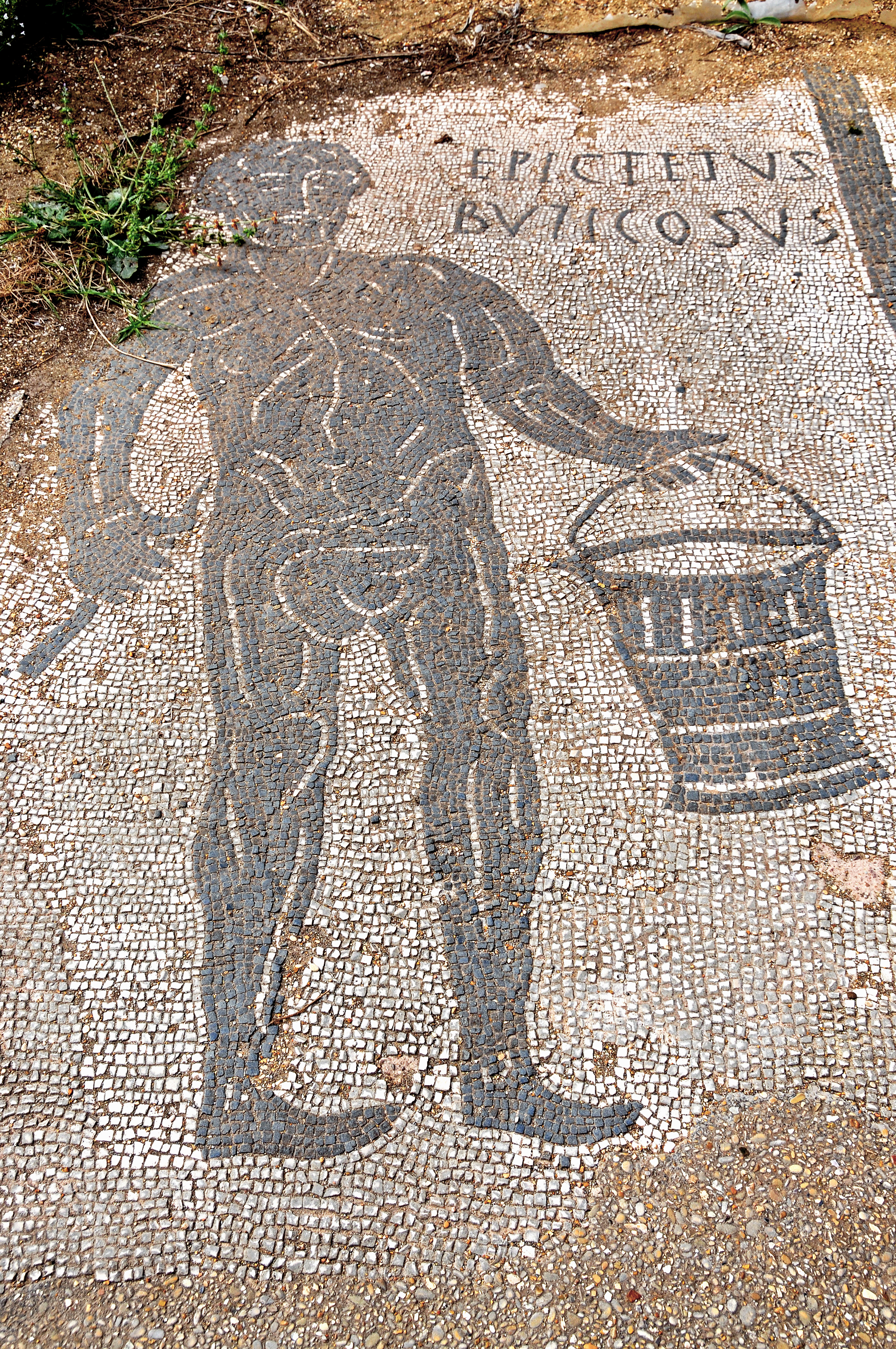
Mosaico del Buticoso

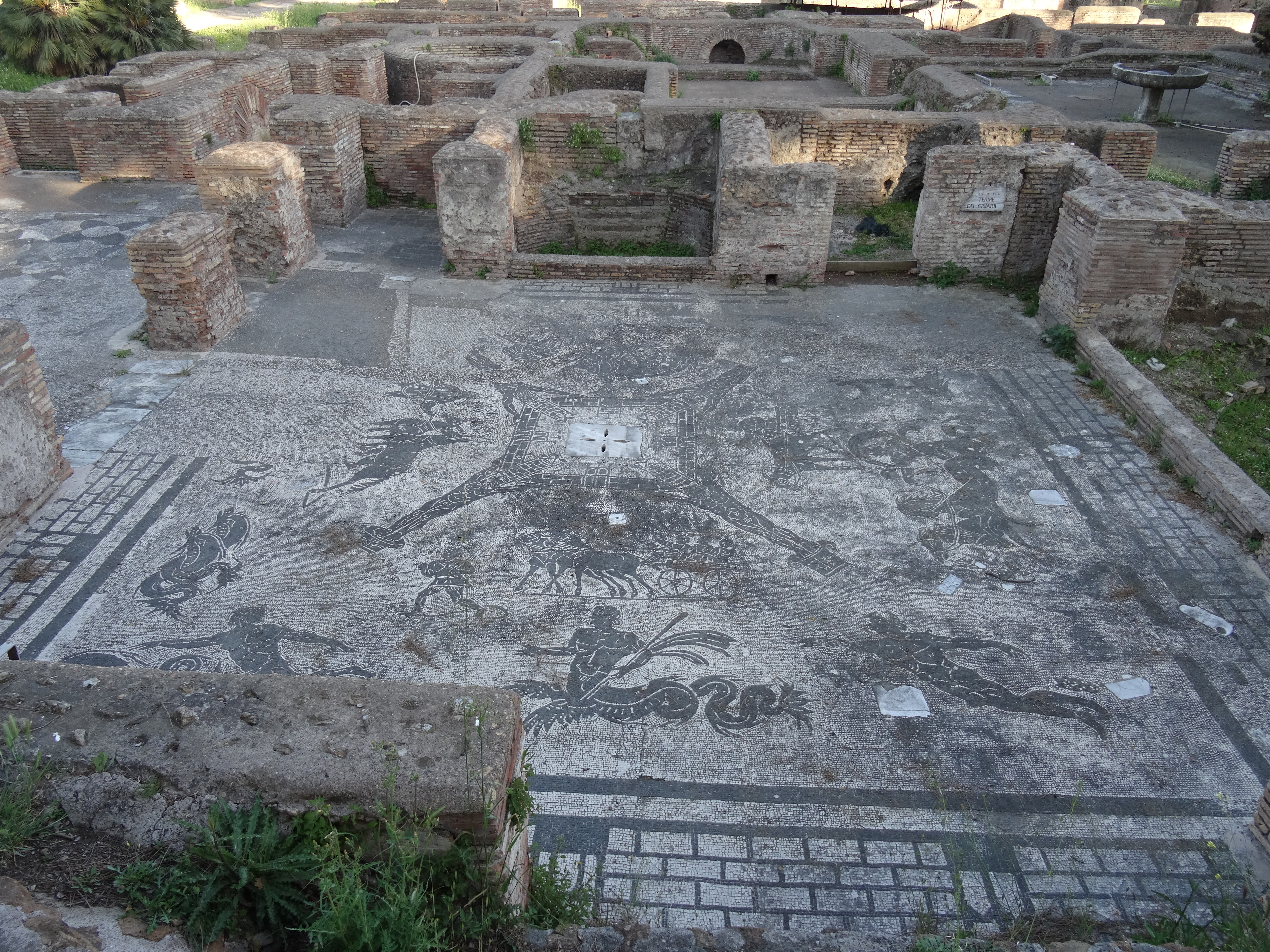
Mosaico nel frigidario delle terme dei Cisiarii

- Piccole terme (I,XIX,5)[11]: impianto termale di ridotte dimensioni, costruito alla fine del V secolo (con aggiunte nella prima metà del VI, accessibile solo dagli horrea dei Mensores (I,XIX,4), di cui occupa alcuni degli ambienti occidentali e il passaggio che lo separava dall'edificio più ad ovest; si trovava ad un livello superiore rispetto a quello di età imperiale. Si entrava direttamente nel frigidario quadrangolare, con tre vasche semicircolari sporgenti. Si passava quindi ad una serie di piccoli ambienti riscaldati con ingressi obliqui, uno dei quali con vasca, e al calidario, con tre vasche, una ovale e due semicircolari. Alle spalle del calidario era una fornace per il riscaldamento.
- Terme di Buticoso (I,XIV,8)[12], di epoca traianea, costruite in opera mista, si trovavano a nord ovest rispetto al Foro. Devono il nome al mosaico della stanza riscaldata a nord ovest dell'edificio, che conserva un mosaico a tessere bianche e nere, dove è raggigurato un uomo nudo che nelle sue mani ha un secchio e un bastone (forse uno strigilis); forse era un bagnino o il custode dei bagni, o lo stesso proprietario. Accanto alla sua testa c'è il testo EPICTETVS BVTICOSVS.
- Terme dei Cisiarii (II,II,3)[13], si trovavano vicino a Porta Romana, l'ingresso principale della città, probabilmente appartenenti alla corporazione dei carrettieri, adibita al trasporto di passeggeri e merci su carri tra Ostia e Roma. L'impianto venne inserito in epoca adrianea in un complesso commerciale precedente (cosiddetti Magazzini repubblicani (II,II,1-2) e non è stato interamente scavato. Comprende un frigidario, alcuni ambienti riscaldati e un vestibolo con piccolo labrum (vasca), che aveva una ricca decorazione figurata in stucco sul soffitto.
- Terme del Faro  (IV,II,1), si trovano sul cardo maximus nella parte meridionale della città, confinando a sud est con il Campo della Magna Mater. Costruite agli inizi del II secolo d.C., e ristrutturate più volte fino alla fine del IV secolo d.C., prendono il nome da un grande mosaico bianco e nero con scene marine e la raffigurazione di un faro al centro.[14]
- Terme del Filosofo (V,II,6-7), si trovano nella parte meridionale della città, con l'ingresso su via Semita dei Cippi, vicino alla domus della Fortuna Annonaria. Prendono il nome da due busti rinvenuti al suo interno raffiguranti il filosofo greco Plotino, oggi esposti al museo archeologico ostiense. Facevano parte di un complesso più vasto destinato as una sede collegiale filosofica.[14]
- Terme del Mitra (I,XVII,2)[15]: si trovavano a nord ovest rispetto al Foro,  in una parte della città dove sorgono caseggiati ed horrea. Nei sotterranei si sono installati un mitreo e una piccola fullonica, mentre alla fine del IV o nella prima metà del V in uno degli ambienti di settentrionali, dopo la distruzione del mitreo nei sotterranei sottostanti, venne installato un oratorio cristiano.
- Terme di Musiciolus (IV,XV,2), si trovano fuori dalle mura cittadine, tra le Terme di Porta Marina e la Sinagoga, lungo la via Severiana, isolata da altri contesti archeologici, anche perché individuata per la prima volta durante gli scavi degli anni '60 del XX secolo. Deve il nome ad un mosaico, poi rubato, dove è raffigurata una scena di lottatori, con un arbitro si chiamava Musiciolus ("Armonioso").[16]
- Terme dello scheletro(IV,IX,6), questo piccolo balneum, che deve il  nome ad uno scheletro ritrovato in una delle sue stanze durante gli scavi del 2015, si trova nella parte sud-orientale di un più vasto edificio che occupava tutto l'isolato, e fu realizzato nel IV secolo d.C. Quanto rimasto sembra relativo alla parte riscaldata dell'antico bagno termale.[17]

## Ninfei

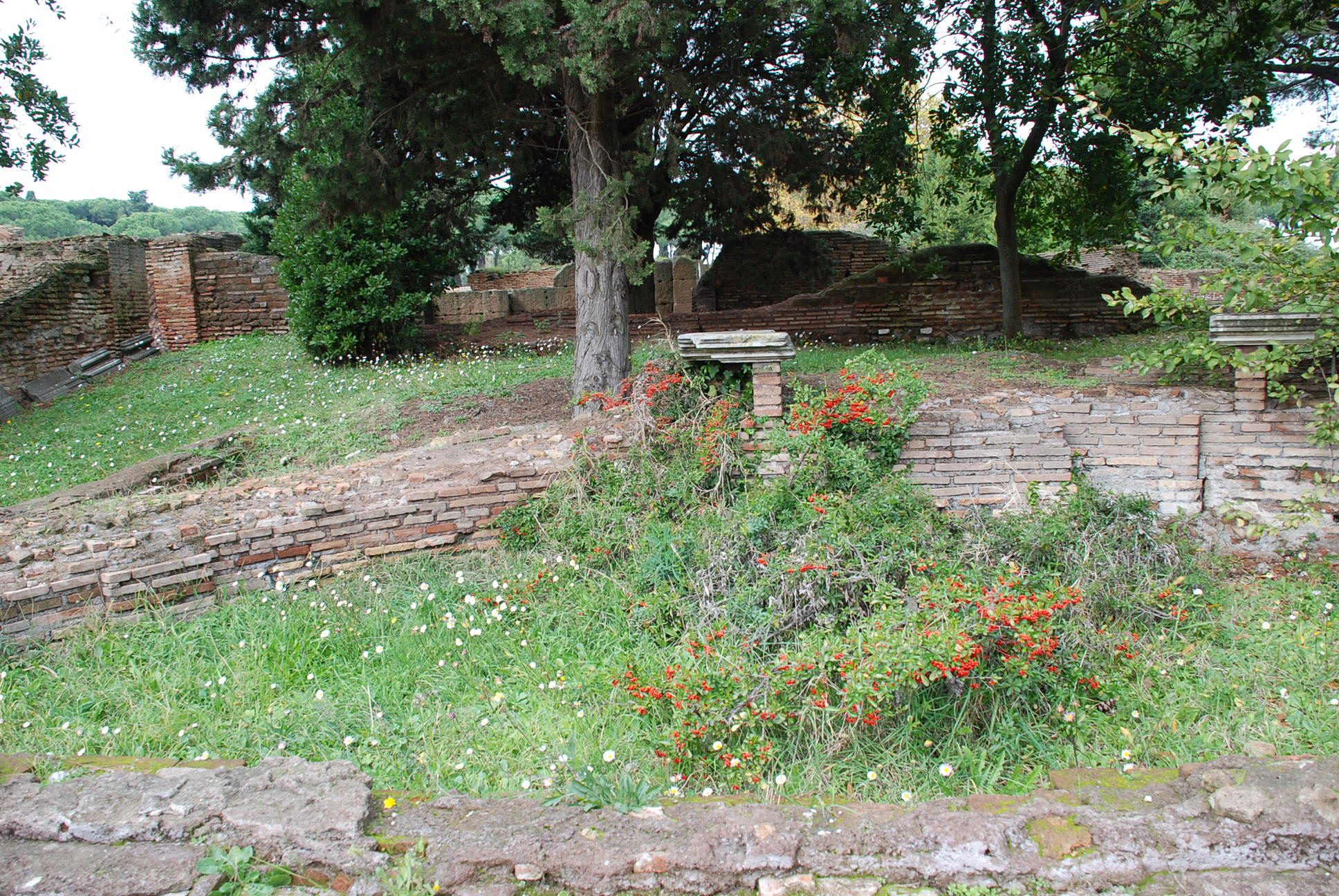
Ninfeo semicircolare verso il decumano massimo (II,IX,1)

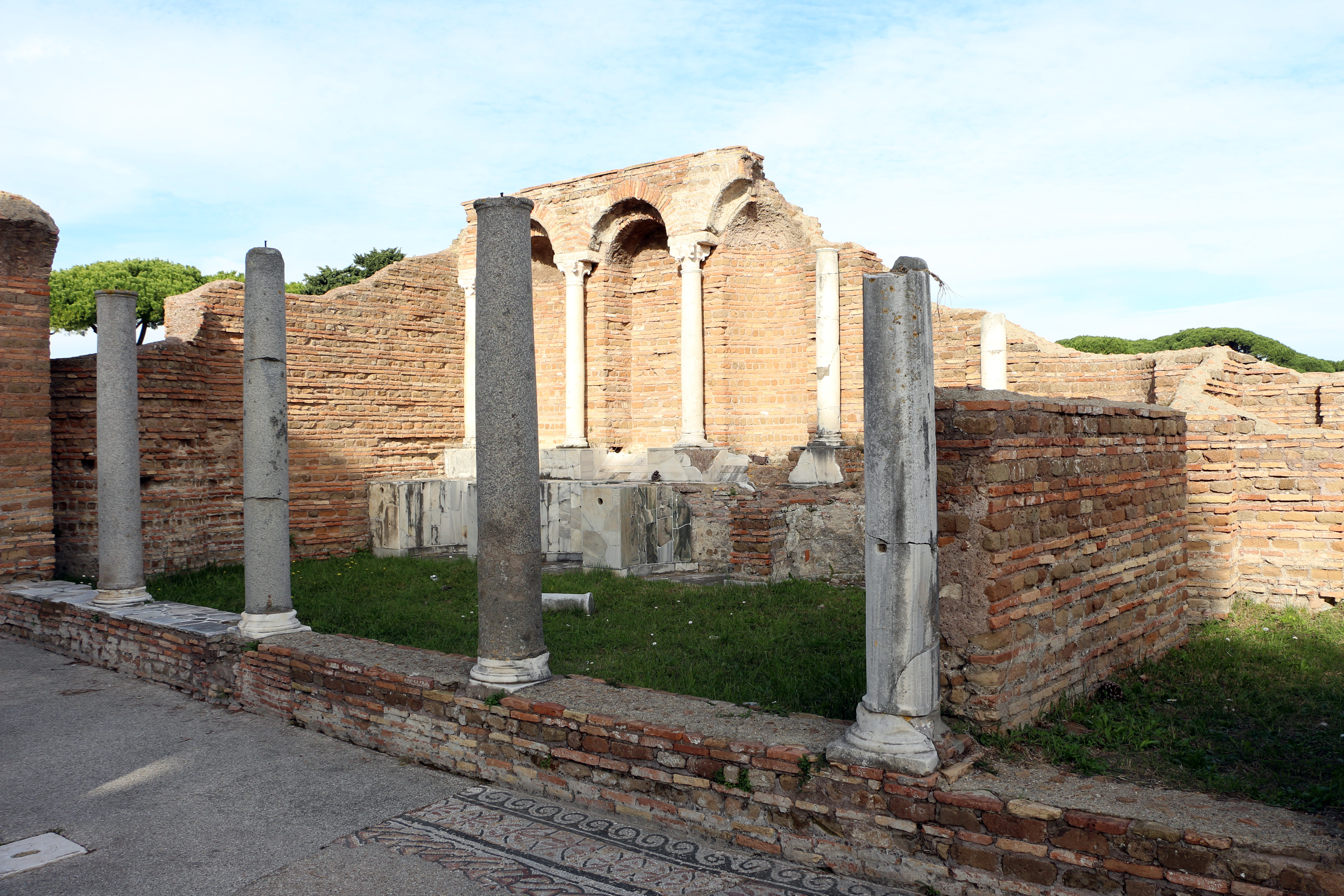
Ninfeo nel cortile interno della domus di Amore e Psiche

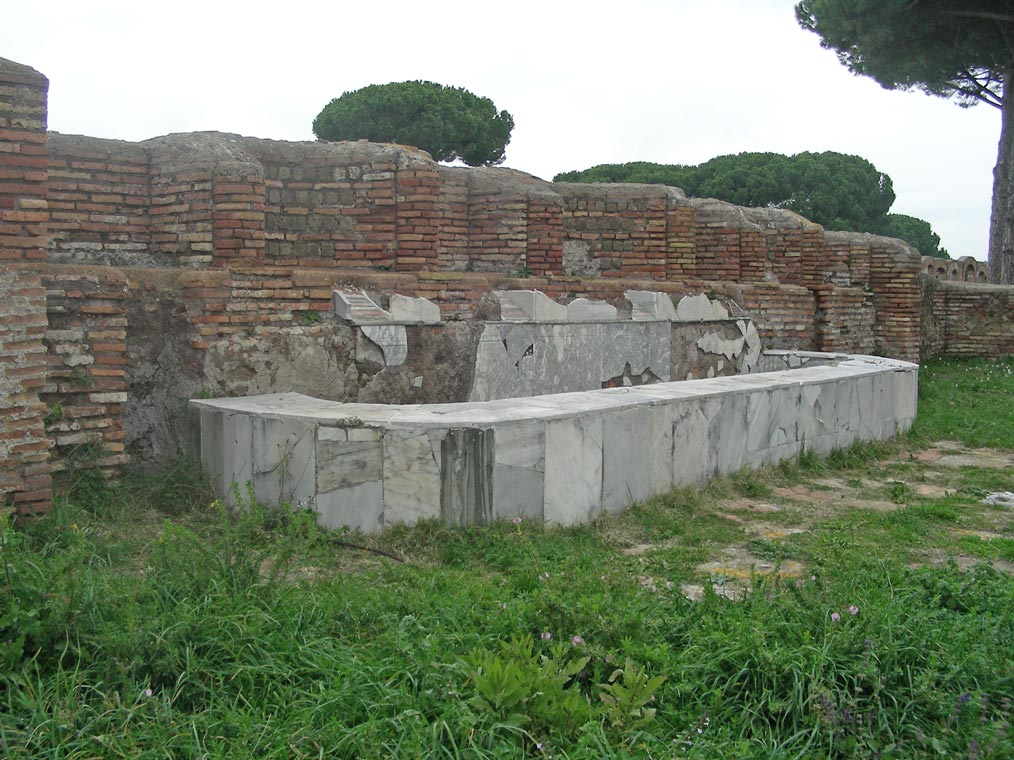
Ninfeo nel cortile interno della domus del Ninfeo

- Ninfeo del decumano massimo (I,II,1)[18]: costruito a pianta semicircolare e con colonnato frontale (oggi scomparso), era rivestito in marmo e probabilmente coperto a semicupola (primo quarto del IV secolo).
- Ninfeo del Bivio del castrum (I,XIV,1)[19] (340-370): costruito ad un importante incrocio, subito fuori dalle mura occidentali del castrum, presenta pianta trapezoidale. Sul muro di fondo in laterizio, in origine rivestito in lastre di marmo, presentava al centro una nicchia rettangolare e ai lati nicchie semicircolari; davanti al muro era un bacino per l'acqua che doveva zampillare da una statua di amorino su un delfino. Anteriormente era un'area trapezoidale, parzialmente occupata da un portico a pilastri e pavimentata in opera spicata.
- Ninfeo della caupona di Fortunato (II,VI,2)[20]: il tratto terminale del portico di Nettuno, in corrispondenza dell'incrocio tra decumano massimo e via delle Corporazioni, nel terzo quarto del IV secolo venne pavimentato in marmi e chiuso da muri creando un ambiente separato; addossata alla nuova chiusura tra i pilastri del portico, venne realizzata la struttura della fontana, rivolta verso l'interno. La struttura presentava un podio articolato da nicchie: una rettangolare entro una rientranza al centro della parete di fondo, fiancheggiata da due nicchie semicircolari, basse e poco profonde sulla fronte e altre due sui fianchi, il tutto rivestito in marmo. La struttura è stata interpretata come una aggiunta successiva alla caupona di Fortunato.
- Ninfei del Teatro romano (II,VII,6-7)[21]: due ninfei semicircolari realizzate negli spazi adiacenti al teatro, lungo il decumano massimo. Vennero costruiti sotto Domiziano e rifatti alla fine del II-inizi del III secolo: forse al solo ninfeo orientale venne aggiunta in epoca successiva una fronte colonnata.
- Ninfeo dei quattro tempietti (II,VIII,3) ninfeo costruito in epoca adrianea nell'area antistante i Quattro tempietti repubblicani; le pareti del ninfeo si sono conservate per circa metà della loro altezza originale.[22]
- Ninfeo degli Eroti (IV,IV,I)[23]: situato lungo il Cardo massimo, a ovest delle Terme del Foro, venne edificato nel primo quarto del V sec. Si presentava come una stanza pressoché quadrata, coperta da una volta a crociera. La sua struttura in laterizio era interamente ricoperta di marmo bianco. Nelle pareti si aprono nicchie rettangolari, presso le quali furono rinvenute le statue di Eros che incorda l'arco attualmente conservate nel Museo Ostiense. Al centro della sala è un bacino in marmo, copia dell'originale andato disperso durante la Seconda guerra mondiale.

### Ninfei delle domus
- Domus di Amore e Psiche (I, XIV, 5): il ninfeo presenta un podio con cinque nicchie semicircolari, con un piccolo scivolo scalettato in marmo per far scendere l'acqua; al di sopra la parete presenta altre cinque nicchie, che accoglievano statue, alternativamente rettangolari e semicircolari, in origine rivestite a mosaico, inquadrate da colonnine in marmo lunense;[24].
- Domus del Protiro (V, II, 4-5); doppio ninfeo nel cortile della domus;[25].
- Domus della Fortuna Annonaria (V, II, 8), presenta un ninfeo nella sala principale della casa.[26].

## Fontane e cisterne private
- Fontana marmorea al centro del cortile della domus del Tempio rotondo (I, XI, 2-3)[27].
- Nicchia con fontana nel corridoio di accesso dell'appartamento a medianum del caseggiato I,XIV,9[28].
- Fontana nel cortile della domus dei Pesci (IV, III, 3)[29].
- Vasche nel cortile e in un corridoio della caserma dei Vigili (II, V, 1-2)[30].
- Cisterna sotterranea accessibile da una scala nel cortile del thermopolium del caseggiato del Thermopolium (I, II, 5)[31].
- Cisterna coperta nel cortile del caseggiato di Diana (I, III, 3-4)[32].
- Pozzo con puteale marmoreo e vasca centrale nel cortile del caseggiato del Larario (I, IX, 3)[33].
- Pozzo e vasche nel cortile dietro il tempio collegiale presso l'aula dei Mensores (I, XIX, 3)[34].
- Cisterna pubblica su due livelli e con ruota di sollevamento per l'acqua nel caseggiato della Cisterna (I,XII,4)[2].

## Latrine

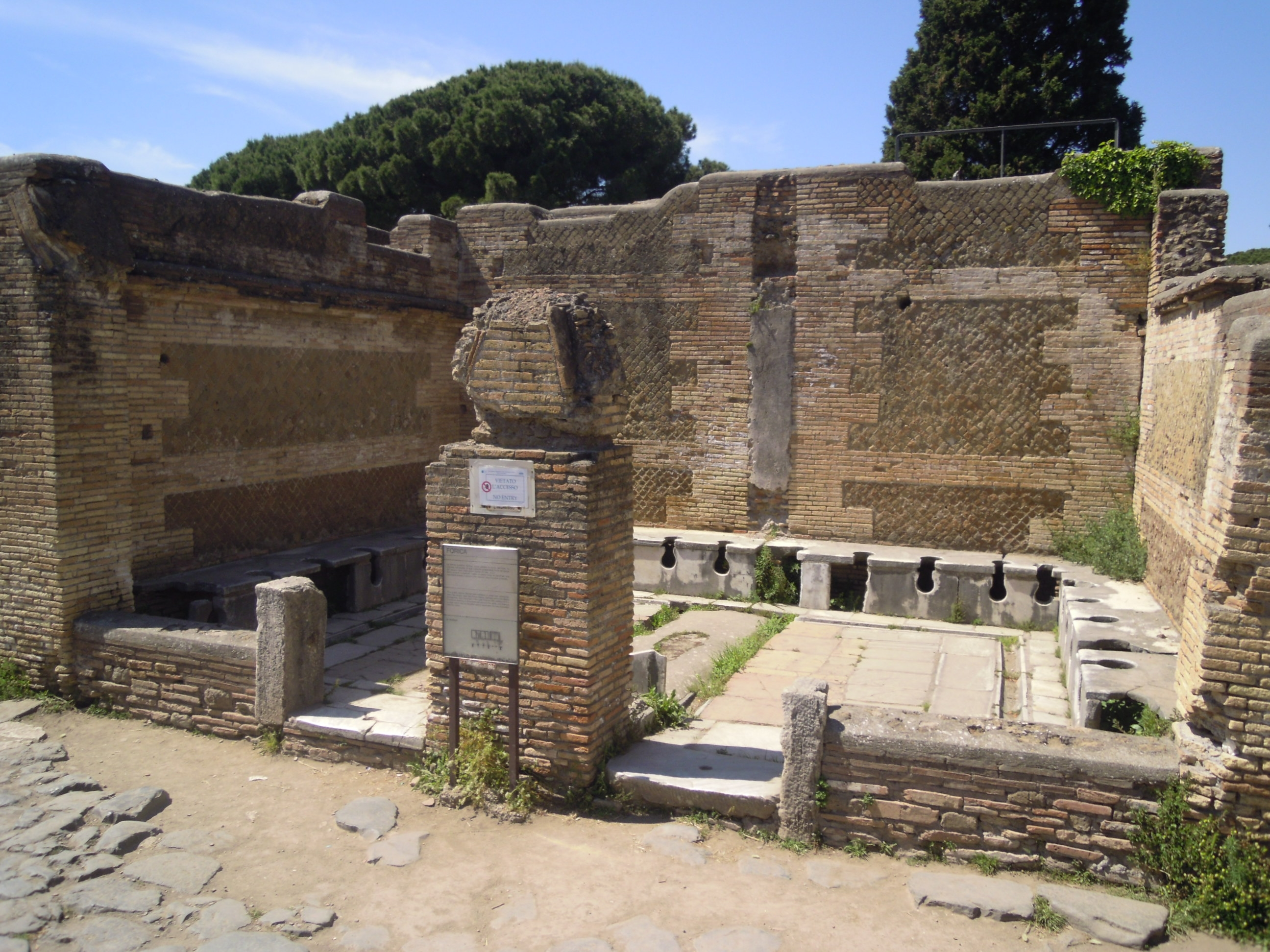
Latrina su via della Forica

- Latrina su via della Forica: realizzata in due taberne aperte su via della Forica del caseggiato del Triclinio (I, XII, 1), con venti sedute e bacino[35].
- Latrina in un sottoscala del Caseggiato del Balcone a Mensole(I, VI, 2)[36].
- Latrina della palestra delle terme del Foro, con venti sedute[3].
- Latrina delle terme del Palazzo Imperiale[4].
- Latrine a lato dell'ingresso e all'angolo nord-ovest della palestra nel complesso delle terme di Nettuno (II, IV, 2)[5].
- Latrina delle terme Marittime (III, VIII, 2)[37].
- Latrina sulla Via Tecta degli Aurighi, realizzata all'angolo nord di un appartamento del Caseggiato degli Aurighi (III, X, 1)[38].
- Latrina delle terme dei Sette Sapienti (III, X, 2)[39].
- Latrina a quattro sedute in un ambiente della Schola del Traiano (IV, 5, 15), già facente parte della Casa a peristilio (IV, V, 16)[40].
- Latrina sul cardine massimo: realizzata alla fine del IV sec. d. C. all'angolo nord della domus di Giove Fulminatore, con materiali di recupero (IV, IV, 4)[41].
- Latrina delle terme delle Sei Colonne (IV, V, 10-11)[42].
- Latrina delle terme del Filosofo (V, II, 6-7)[43].

### Latrine private

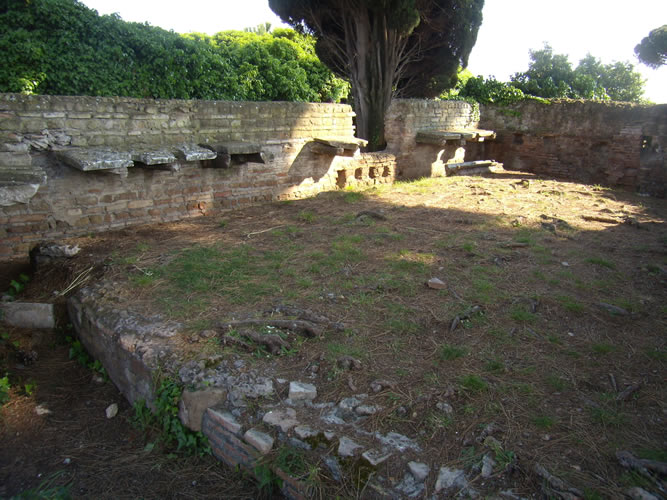
Latrina in uno degli ambienti del Caseggiato IV, IV

- Latrina in un ambiente nel caseggiato del pantomimo Apolausto (I, II, 2.6)[44].
- Latrina in uno degli ambienti di servizio del tempio collegiale (I,X,4)[45].
- Latrine nel sottoscala del caseggiato dei Triclini (I,XII,1)[35].
- Piccola latrina privata interna della domus di Amore e Psiche (I, XIV, 5).[46]
- Latrina in uno degli ambienti della sede collegiale dei mensores (misuratori di grano; I,XIX,3)[34].
- Latrina nei sottoscala interni delle case di via dei Vigili (II,III,3-4).[47]
- Due latrine, una delle quali forse destinata agli ufficiali, nella caserma dei Vigili (II, V, 1-2)[30].
- Latrina in un sottoscala del Caseggiato III, I, 1[48].
- Latrina nell'angolo meridionale del Caseggiato III, I, 9[49].
- Latrina in fondo a un corridoio della Casa delle Volte Dipinte (III, V, 1)[50].
- Latrina in uno degli ambienti della Casa della Domus Fulminata (III, VII, 5)[51].
- Latrina in uno degli ambienti della Caupona del Pavone (IV,II,6)[52].
- Latrina in uno degli ambienti del Caseggiato IV, IV, 6[53].
- Latrina in uno degli ambienti del Caseggiato delle Taberne finestrate (IV, V, 18)[54].
- Piccola latrina privata interna della domus della Fortuna Annonaria (V, II, 8).[26]
- Latrina in uno degli ambienti del Caseggiato del Pozzo (V, II, 13)[55].
- Latrina in uno degli ambienti della Casa V,III,4[56].
- Latrina in uno degli ambienti della Domus del Pozzo (V, III, 3)[57].
- Latrina in uno degli ambienti del Caseggiato del Sole (V, VI, 1)[58].